# 武田春郎
武田 春郎（たけだ しゅんろう、1887年2月20日 - 没年不詳）は、日本の元俳優である。本名は武藤 祐喜（むとう ゆうき）。後年は武田 秀郎（たけだ ひでろう）、武田 秀雄（たけだ ひでお）と名乗った。様々な職業を経て、松竹蒲田撮影所、松竹大船撮影所などで長く活躍した戦前の貴重な名脇役である。

## 来歴・人物
1887年（明治20年）2月20日、三重県飯南郡柿野町（現在の松阪市飯南町）に生まれる。1923年（大正12年）に発行された『現代俳優名鑑』（揚幕社）には、出生地は上記通りだが、生年月日は「不明」である旨が記されており、同年当時は非公表であった。
東洋大学文学部哲学科を中退後、僧侶を始め、洋物屋、洋服屋、薬屋、奇術師、味噌屋、甘酒屋、中華料理店店員、占師、催眠術師、雑誌記者、新聞記者など、様々な職業に就職しながら俳優を志していた、とされている。1924年（大正13年）に発行された『映画新研究十講と俳優名鑑』（朝日新聞社）によれば、小学校を卒業後、大学には入学せず、僧堂学校に3年間在学していたという旨が記されている。1907年（明治40年）、小屋掛芝居の島田新平一座に入り、神奈川県横浜市北方町（現在の同市中区）の某座で初舞台を踏む。1909年（明治42年）、大阪朝日座を拠点としていた岡本五郎一座を経て、日活の前身会社である吉沢商店の入社をはかるが果たせず、1916年（大正5年）、敢え無く小林商会に入社、芸名を「武田 春郎」と名乗り、同所の大部屋俳優となる。その際、同商会で連鎖劇の演出・出演を続けていた新派俳優井上正夫を知り、1917年（大正6年）1月、井上の弟子となり、本郷座の舞台を中心に活躍した。
1920年（大正9年）4月、井上が国際活映の創立に参加したのに従って国活角筈撮影所に入社し、同年10月23日公開のサイレント映画『山恋し』で林千歳（1892年 - 1962年）と共演して映画デビュー。ところが、同社は1921年（大正10年）末に事実上崩壊となり、角筈撮影所も閉鎖。翌1922年（大正11年）3月1日、井上と共に松竹蒲田撮影所に移籍。1925年（大正14年）1月22日に公開された吉野二郎監督映画『夜行列車』などに出演し、以後、1936年（昭和11年）1月15日に松竹大船撮影所に異動するまで、主に中堅の脇役俳優として長く活躍した。
『現代俳優名鑑』及び1928年（昭和3年）に発行された『日本映画俳優名鑑 昭和四年版』など、一部の資料によれば、東京府東京市本所区本所清水町（現在の東京都墨田区石原4丁目-亀沢4丁目辺り）に住んていたが、1923年（大正12年）9月1日に発生した関東大震災の1ヶ月前に同市蒲田区（現在の東京都大田区蒲田）に移住したといい、身長は5尺6寸8分（約172.1センチメートル）から5尺7寸8分（約175.1センチメートル）となり、体重も14貫500匁（約54.4キログラム）から14貫800匁（約55.5キログラム）となり、趣味は音楽、嗜好物は化学、酒、煙草、嫌いな物は魚。
1936年（昭和11年）1月、松竹大船撮影所の異動に伴い、同所に移籍する。ところが、来たるトーキー製作の本格化と共に出演数は次第に減少、1979年（昭和54年）10月23日に発行された『日本映画俳優全集 男優篇』（キネマ旬報社）では、1936年（昭和11年）1月30日に公開された清水宏監督映画『若旦那百万石』以降の出演作品は無いとするが、実際は、1935年（昭和10年）末に芸名を「武田 秀郎」ないし「武田 秀雄」と改名し、1942年（昭和17年）7月16日に公開された清水宏監督映画『兄妹会議』まで出演を継続している。その後、映画出演を控えて、同所の演技係長を務めたほか、同所内に開設された松竹大船演技者養成所の主事・講師をも兼任した。
戦争末期は、武田の出生地である三重県松阪市へ子供3人と共に帰郷、疎開していた。第二次世界大戦終結後の出演作品は無く、以後の消息は不明とされていたが、『近代映画』1952年（昭和27年）3月1日号において、同記事執筆の時点で既に故人であるという旨が記されている。没年不詳。

## 出演映画
- 山恋し（1920年、国活）
- 月魄（1922年、松竹蒲田）
- 噫小野訓導（1922年、松竹蒲田）
- 清水の次郎長（1922年、松竹蒲田）
- 火華（1922年、松竹蒲田）
- 愛の楔（1922年、松竹蒲田）
- 噫新高（1922年、松竹蒲田）
- 永遠の謎（1922年、松竹蒲田）
- 堅き握手（1922年、松竹蒲田）
- 黄金（1922年、松竹蒲田）
- 恵まれぬ人（1923年、松竹蒲田）
- 地獄の門（1923年、松竹蒲田）
- 闇を行く（1923年、松竹蒲田）
- 宮城野の孝女（1923年、松竹蒲田）
- 温き涙（1923年、松竹蒲田）
- 人肉の市（1923年、松竹蒲田）- 私立北京秘密探偵局長・趙金龍
- 大東京の丑満時 喜劇篇（1923年、松竹蒲田）
- 剃刀（1923年、松竹蒲田）
- 呪はれの日（1923年、松竹下加茂）
- 南の漁村（1923年、松竹下加茂）
- 焔の行方（1923年、松竹下加茂）
- 永遠の母（1924年、松竹下加茂）
- 子供の世界（1924年、松竹蒲田）
- 愛に甦る(享楽者)（1924年、松竹蒲田）
- 虎と熊（1924年、松竹蒲田）
- はたちの頃（1924年、松竹蒲田）
- 旋風（1924年、松竹蒲田）
- 嘆きの港（1924年、松竹蒲田）
- 茶を作る家（1924年、松竹蒲田）
- 白壁の家（1924年、松竹蒲田）
- 島に咲く花（1924年、松竹蒲田）
- 人若き頃（1924年、松竹蒲田）
- 逆流に立ちて（1924年、松竹蒲田）
- 受験者（1924年、松竹蒲田）
- 少女の悩み（1924年、松竹蒲田）
- 呪はれたる操（1924年、松竹蒲田）
- 不如婦浪子（1924年、松竹蒲田）
- 愛欲の果（1925年、松竹蒲田）
- 夜行列車（1925年、松竹蒲田）
- 初鰹（1925年、松竹蒲田）
- 二輪の雪割草 (1925年、松竹蒲田)
- 夕の鐘（1925年、松竹蒲田）
- 南島の春（1925年、松竹蒲田）
- 大地は微笑む（1925年、松竹蒲田
- 春は来れり(吹雪をついて)（1925年、松竹蒲田）
- 恋の選手（1925年、松竹蒲田）
- 祖国（1925年、松竹蒲田）
- 夕立勘五郎（1925年、松竹蒲田）
- 小幡小平次（1925年、松竹蒲田）- 了念
- 男ごゝろ（1925年、松竹蒲田）
- 恋の栄冠（1925年、松竹蒲田）
- 踊り子の指輪（1925年、松竹蒲田）
- 寂しき路（1925年、松竹蒲田）- 浅井隆臣
- 正ちゃんの蒲田訪問（1925年、松竹蒲田）
- 土に輝く（1926年、松竹蒲田）- 西洋料理屋店主
- 毀れた人形（1926年、松竹蒲田）
- 覆面の影（1926年、松竹蒲田）
- お初吉之助（1926年、松竹蒲田）
- お園（1926年、松竹蒲田）
- 鉄腕（1926年、松竹蒲田）
- 初恋（1926年、松竹蒲田）
- お坊ちゃん（1926年、松竹蒲田）- 漁師
- 広瀬中佐（1926年、松竹蒲田）- 杉野兵曹
- 奔流（1926年、松竹蒲田）
- ヴェニスの船唄（1926年、松竹蒲田）
- 女性の戯れ（1926年、松竹蒲田）
- 女房礼讃（1926年、松竹蒲田）
- 裸騒動記（1926年、松竹蒲田）
- カラボタン（1926年、松竹蒲田）
- いとしの我が子（1926年、松竹蒲田）
- 俄か馭者（1926年、松竹蒲田）
- 黒髪夜叉（1926年、松竹蒲田）- 小泉
- コスモス咲く頃（1926年、松竹蒲田）
- 二つの玉（1926年、松竹蒲田）
- 狼の血（1926年、松竹蒲田）
- おとし穽（1926年、松竹蒲田）
- 地下室（1927年、松竹蒲田）
- 九官鳥（1927年、松竹蒲田）- 父・片山善兵衛
- 可愛いゝ奴（1927年、松竹蒲田）
- 新窓の美女（1927年、松竹蒲田）
- 父帰る（1927年、松竹蒲田）- 杉田校長
- 昭和時代（1927年、松竹蒲田）- 探偵長・木沢進
- 真珠夫人（1927年、松竹蒲田）
- からくり娘（1927年、松竹蒲田）- 老人
- 白虎隊（1927年、松竹蒲田）- 西軍の隊長
- 恋を拾った男（1927年、松竹蒲田）- 里美家管理人・岡田
- 親爺教育（1927年、松竹蒲田）
- 海浜の女王（1927年、松竹蒲田）- 今田正義
- 人生の涙（1927年、松竹蒲田）- 富豪・桜井安臣
- 青春の小径（1928年、松竹蒲田）
- 村の花嫁（1928年、松竹蒲田）- 床屋の甚兵衛
- 弱き人々（1928年、松竹蒲田）
- 道呂久博士（1928年、松竹蒲田）- 富豪・日下部庄兵衛
- チンドン屋（1928年、松竹蒲田）
- 浅草行進曲（1928年、松竹蒲田）
- 女の一生（1928年、松竹蒲田）- 父・俊文
- 富岡先生（1928年、松竹蒲田）
- 道頓堀行進曲（1928年、松竹蒲田）
- 恋のキャンプ（1928年、松竹蒲田）
- 狂ったローマンス（1928年、松竹蒲田）- 将軍
- 愛の行末（1928年、松竹蒲田）
- 3善人（1929年、松竹蒲田）- 紳商・松本
- 山の凱歌（1929年、松竹蒲田）- 千明専三
- 親父とその子（1929年、松竹蒲田）- 洗濯屋・太作
- 鉄拳制裁（1930年、松竹蒲田）
- 純情（1930年、松竹蒲田）- おつたの父
- 進軍（1930年、松竹蒲田）- 父・博之
- 麗人（1930年、松竹蒲田）- 大鷲
- 抱擁（1930年、松竹蒲田）- 鉱業会社社長・信一の父
- 大都会 爆発篇（1930年、松竹蒲田）
- 愛は力だ（1930年）- 柳田義三
- 浮気ばかりは別者だ（1930年、松竹蒲田）- 村のペンキ屋・吾助
- 女心を乱すまじ（1930年、松竹蒲田）- その父
- 霧の中の曙（1930年、松竹蒲田）- 蘭子の父・和田泰造
- 若者よなぜ泣くか（1930年、松竹蒲田）- 検事
- 新時代に生きる（1930年、松竹蒲田）- 工場主・大垣権次郎
- 大学の顔役 ラクビー篇（1930年、松竹蒲田）
- 愛よ人類と共にあれ（1931年）- 重役
- 姉妹（1931年、松竹蒲田）
- 野に叫ぶもの 青春篇・争闘篇（1931年、松竹蒲田）
- 令嬢と与太者（1931年、松竹蒲田）- 藤沢準之助
- 七つの海 処女篇・貞操篇 （1931年、松竹蒲田）- 八木橋雄之助
- デパートの姫君（1932年、松竹蒲田）
- 金色夜叉（1932年、松竹蒲田）- 鰐渕直行
- 陸軍大行進（1932年、松竹蒲田・下加茂）- 山県元帥
- 陽気なお嬢さん（1932年、松竹蒲田）- その父
- 天国に結ぶ恋（1932年）- 父・平助
- 太陽は東より（1932年、松竹蒲田）
- 人生の処女航海（1932年、松竹蒲田）- 善助
- 愛の防風林（1932年、松竹蒲田）- 槙田常務
- 輝け日本女性（1932年、松竹蒲田）
- 白夜は明くる（1932年、松竹蒲田）- 壮田老男爵
- 青春の夢いまいづこ（1932年）- 哲夫の父・謙蔵
- 学生街の花形（1932年、松竹蒲田）- その父・荒木先生
- 忠臣蔵（1932年、松竹下加茂）- 大久保権右衛門
- 眠れ母の胸に（1933年、松竹蒲田）- その父会社社長・達馬
- 恋の花咲く 伊豆の踊子（1933年、松竹蒲田）- 虚無僧
- 涙の渡り鳥（1933年、松竹蒲田）
- 応援団長の恋（1933年、松竹蒲田）
- 南蛮なでしこ（1933年、松竹下加茂）- 藤吉
- 晴曇（1933年、松竹蒲田）- 院長・平山博之
- 天竜下れば（1933年、松竹蒲田）- 長田の父
- 嫁入り前（1933年、松竹蒲田）- 高田良平
- 恋愛一刀流（1933年、松竹蒲田）- その父大実業家・剛三
- 女人哀楽（1933年、松竹蒲田）
- 大学の若旦那（1933年、松竹蒲田）- その父五兵衛
- 沈丁花（1933年、松竹蒲田）- 古道具屋
- ラッパと娘（1933年、松竹蒲田）
- 東洋の母（1934年、松竹蒲田）
- 婦系図（1934年、松竹蒲田）- 父・秀臣
- 恋を知りそめ申し候（1934年、松竹蒲田）- 京子の父
- 銃後の力（1934年、松竹蒲田・被服協会）
- 大学の若旦那 武勇伝（1934年、松竹蒲田）- 質屋の主人
- 祇園囃子（1934年、松竹蒲田）- その叔父・井上
- 大学の若旦那 太平楽・日本晴れ（1934年、松竹蒲田）- 隠居の祖父・金右衛門
- 若旦那 春爛漫（1935年、松竹蒲田）- 祖父・江戸屋金右衛門
- 春琴抄 お琴と佐助（1935年、松竹蒲田）- ならず者の親父
- 双心臓（1935年、松竹蒲田）- 父・彦一
- 永久の愛（1935年、松竹蒲田）社長・山本慎吾
- 坊やと日曜日（1935年、松竹蒲田）
- 人生のお荷物（1935年、松竹蒲田）
- 恋愛豪華版（1935年、松竹蒲田）
- 若旦那 百万石（1936年、松竹蒲田）- 祖父・万左衛門
- 男性対女性（1936年、松竹大船）- 渥見商会社員A
- 人妻椿（1936年、松竹大船）- 小板橋大助
- 少年航空兵（1936年、松竹大船）- 祖父・治助
- 青春満艦飾（1936年、松竹大船）- 伯父
- 婚約三羽烏（1937年、松竹大船）- 人絹会社社長
- 朱と緑 朱の巻・緑の巻（1937年、松竹大船）- 仁村
- 浅草の灯（1937年、松竹大船）- 半田純平
- 男の償ひ（1937年、松竹大船）- 父・啓三郎
- さらば戦線へ（1937年、松竹大船）- 武造
- 暖流（1939年、松竹大船）- 風間博士
- 都会の奔流（1940年、松竹大船）
- 女医の記録（1941年、松竹大船）- 爺
- 戸田家の兄妹（1941年、松竹大船）- 畠山
- 兄妹会議（1942年、松竹大船）- 花の師匠
- むすめ（1943年、松竹大船）- 食堂のいい加減な男